# Antoni Oller i Sarrà
Antoni Oller i Sarrà (Castellterçol, Moianès, 1867 - Barcelona, Barcelonès, 1949) fou un polític i hisendat català. Fou batlle de Castellterçol i jutge de pau del mateix poble. Membre d'Unió Catalanista, fou designat com a delegat a l'Assamblea de les Bases de Manresa l'any 1892.

## Biografia
Antoni Oller nasqué al Mas Oller de Castellterçol, fill de Pau Oller i de Mas, natural del mateix poble, i d'Antònia Sarrà i Rosàs natural de Sant Quirze Safaja. Era cosí germà d'Enric Prat de la Riba i Sarrà. Tots dos participaren en les Bases de Manresa, Antoni Oller ho féu en qualitat de delegat per la comarca del Moianès. Fou l'home de confiança d'Enric Prat de la Riba durant molts anys. Va ser un dels membres fundadors de la Cambra Agrícola del Vallès l'any 1901, anteriorment havia estat membre de l'Associació de Propietaris del partit judicial de Granollers. Fou batlle de la vila de Castellterçol des del 1900 al 1906. Durant el seu mandat es van portar a terme obres importants per proveir d'aigua potable el poble, com ara la construcció de la torre dipòsit de la Riba i diverses fonts públiques. La inauguració es va fer per la festa major de l'any 1902 i, segons explica Jaume Carrera i Pujal, constituí un esdeveniment memorable i va permetre que Castellterçol es convertís en vila d'estiueig. L'any 1907 va ser designat com a jutge de pau del mateix poble, càrrec que exercí durant molts anys. Fou soci corresponsal de l'Institut Agricola de Sant Isidre. A l'Arxiu d'Enric Prat de la Riba es conserven cartes d'Antoni Oller i Sarrà.